# Guers Tiaallaline
Guers Tiaallaline (franska: Guers Tiaallaline (CR), Guers Tiaallaline (Commune Rurale), arabiska: كرامة) är en kommun i Marocko.   Den ligger i provinsen Midelt och regionen Drâa-Tafilalet, 300 km sydost om huvudstaden Rabat. Antalet invånare är 11 916.